# 河内浩
河内 浩（かわち ひろし、1964年6月23日 - ）は、日本の俳優、声優。俳優座所属。千葉県出身。
母方の祖父は陸軍大将、陸軍大臣を務めた下村定。母は俳優座で女優、演出家を務めた河内節子（下村節子）。兄は日本映画研究家、ライターの下村健。

## 出演

### 舞台
俳優座公演
- 気骨の判決（紀伊国屋ホール）演出：川口啓史
- 三人姉妹（俳優座5階稽古場）演出：森一
- 月光の海 ギタラ』（地方）
- とりつくしま（シアタートラム）演出：眞鍋卓嗣
- かもめ（俳優座5階稽古場）演出：眞鍋卓嗣
- ヒメハル（紀伊国屋ホール）演出：眞鍋卓嗣
- カラマーゾフの兄弟（俳優座劇場）演出：中野誠也
- 月光の海 ギタラ（紀伊国屋ホール）主演：加藤剛
- 三屋清左衛門残日録-夕映えの人-（地方）
- 犬目線／握り締めて（俳優座稽古場）
- 村岡伊平治伝（俳優座劇場）
- 赤ひげ（俳優座劇場）
- 喜多川歌麿女絵草紙（紀伊国屋サザンシアター）
- 三ちゃんと梨枝（シアターΧ）
- 十二夜
- 法王庁の避妊法』主演
- 九番目のラオ・ジウ
- きょうの雨 あしたの風
- 肝っ玉おっ母とその子供たち

外部出演
- 『オッドタクシー 金鋼石は傷つかない』（2023年）
- 『ぼくらの七日間戦争』（かめありリリオホール、2020年）
- NLT『劇場』(シアターグリーン、2016年)
- 明治生命ミュージカル『アニー』
- 日欧舞台芸術交流会『ジュリアスシーザー三部作』
- 『TOKYOアリス』（博品館劇場）
- 日欧舞台芸術交流会『ヴェニスの商人』
- 『さくら』（明治座）
- 『太宰治の生涯』（ヴァーシティホール、2006年）
- 『ザッツ!ヴェニスの商人』（東京芸術センタター、2006年）
- 『ゴールデン・エイジ』（下北沢駅前劇場、2024年）[5]

### テレビドラマ
- 特捜弁護士・橘竜太郎
- 正義の証明
- 悪い奴ほどよく眠る
- 捜査線上のアリア
- 冬の訪問者
- 土曜ワイド劇場『捜査検事・右近誠の殺人調書2』
- さすらい刑事旅情編
- 戦艦大和
- 冤罪II
- 人それを情死と呼ぶ
- 孤独のグルメ Season4 第7話 （2014年8月20日、テレビ東京）  - 風鈴屋店主 役
- 大河ドラマ 青天を衝け（2021年、NHK）
- Re:リベンジ-欲望の果てに-（2024年4月11日 - 、フジテレビ） - 河村浩介 役[6]
- プライベートバンカー 第1話（2025年1月9日、テレビ朝日） - 宇佐美食研幹部社員 役[7]

### 映画
- アトリエ4-27
- 不撓不屈
- 伊能忠敬―子午線の夢―
- アカシアの町
- 草刈り十字軍

### 吹き替え
- 三国志
- デスパレートな妻たちシーズン4
- 北京バイオリン
- ER緊急救命室
  - シーズンIX #11（ロビンス〈デニン・フィズ〉）
  - シーズンXI #8（スティーブ・サカブ〈マイケル・ハギワラ〉）
  - シーズンXII #4（ブラッド・アンダーソン〈デヴィッド・デルイズ〉）
  - シーズンXIII #19（ケニー〈JD・カラム〉）
  - シーズンXV #17（バート・マリガン〈クリス・トールマン〉）
- 太平洋作戦
- 名探偵モンク

### ゲーム
- クロックタワー3（フィリップ）